# Plapparte
Plapparte è una moneta della Svizzera e della Germania meridionale diffusa tra il XV e il XVII secolo.
Il nome probabilmente deriva dal francese "blafard" (pallido) (lat. medioevale blafardus), per il colore delle monete. È lo stesso etimo di Blaffert, una contemporanea moneta della Germania del nord che però aveva valore completamente diverso.
A volte si trovano anche le dizioni Plaparte, Plappart, Plapperte oppure Blafferte.
Fu coniata per la prima volta probabilmente a Costanza nel 1388.
A Zurigo il primo Plapparte furono coniati nel 1417 con il valore di uno Schilling. Verso il 1421 a Berna venne coniata un Plapparte da 15 Heller.
Circa nello stesso periodo viene battuta a San Gallo (1424-1501) e Basilea (XV e XVI secolo).
La Rappenmünzbund nel 1425 scelse il Plapparte come moneta di maggior valore, per un valore di 6 Batzen.
All'inizio pesava 1,62 g (1,52 g fino), verso il 1533 il fino era calato a ca. 1 g. Non fu più coniata dopo il XVII secolo.
A Lucerna e Berna veniva accettata per 15 Heller. A Basilea alla fine del XV secolo valeva 12 Pfennig.
| Monetazione di Basilea - XV secolo | Monetazione di Basilea - XV secolo | Monetazione di Basilea - XV secolo |
| ---------------------------------- | ---------------------------------- | ---------------------------------- |
| Groschen                           | =                                  | 24 Pfennig                         |
| Plapparte                          | =                                  | 12 Pfennig                         |
| Doppelvierer                       | =                                  | 8 Pfennig                          |
| Vierer                             | =                                  | 4 Pfennig                          |
| Rappen/Zweilinge                   | =                                  | 2 Pfennig                          |
| Stäbler Pfennig                    | =                                  | 1 Pfennig                          |

Anche la Lega monetaria sveva (Schwäbische Münzverein) emise dal 1501 dei Plapparte con il valore di 21 Heller. Furono coniati a Ulma, Überlingen e Ravensburg. Gli ultimi furono coniati nel 1623/24 dal granduca Leopoldo (1619-1632) a Ensisheim in Alsazia.
"Schlangenplapharde" erano chiamati i grossi di Milano che mostravano le armi dei Visconti con il biscione (Schlange in ted.)